# Sherwin Badger
Sherwin Badger, né le 29 août 1901 à Boston et mort le 8 avril 1972 à Sherborn, est un patineur artistique américain. Il est notamment médaillé d'argent aux Jeux olympiques d'hiver de 1932 en couple avec sa partenaire Beatrix Loughran.

## Biographie

### Carrière sportive
Sherwin Badger commence sa carrière en individuel, et est cinq fois champion des États-Unis. Il est aussi champion d'Amérique du Nord. Aux Jeux olympiques d'hiver de 1932 organisés à Lake Placid aux États-Unis, il est médaillé d'argent en couple avec Beatrix Loughran.

### Reconversion
Après sa carrière sportive, il travaille dans une entreprise qui édite des journaux et dans les assurances. Il aussi est président de l'association américaine de patinage de vitesse.

### Hommage
Sherwin Badger est intronisé au Temple de la renommée du patinage artistique américain en 1976.

## Palmarès

### En individuel
| Compétition                     | 1920 | 1921 | 1922 | 1923 | 1924 | 1925 | 1926 | 1927 | 1928 |
| Jeux olympiques d'hiver         |      |      |      |      |      |      |      |      | 11e  |
| Championnats d'Amérique du Nord |      |      |      | 1er  |      |      |      | 2e   |      |
| Championnats des États-Unis     | 1er  | 1er  | 1er  | 1er  | 1er  |      |      |      |      |

### En couple artistique
Avec trois partenaires :
- Clara Frothingham (1918)
- Edith Rotch (1920)
- Beatrix Loughran (1927-1932)

| Compétition                     | 1918 | 1919 | 1920 | 1921 | 1922 | 1923 | 1924 | 1925 | 1926 | 1927 | 1928 | 1929 | 1930 | 1931 | 1932 |
| Jeux olympiques d'hiver         |      |      |      |      |      |      |      |      |      |      | 4e   |      |      |      | 2e   |
| Championnats du monde           |      |      |      |      |      |      |      |      |      |      | 5e   |      | 3e   |      | 3e   |
| Championnats d'Amérique du Nord |      |      |      |      |      |      |      |      |      | 4e   |      |      |      | 3e   |      |
| Championnats des États-Unis     | 2e   |      | 2e   |      |      |      |      |      |      |      |      |      | 1er  | 1er  | 1er  |